# Russell Carpenter
Russell Paul Carpenter (Los Angeles, 9 dicembre 1950) è un direttore della fotografia statunitense vincitore del premio Oscar per la migliore fotografia nel 1998.

## Filmografia parziale
- Critters 2 (Critters 2: The Main Course), regia di Mick Garris (1988)
- Colpi proibiti (Death Warrant), regia di Deran Sarafian (1990)
- Solar Crisis (Solar Crisis), regia di Richard C. Sarafian (1990)
- Cimitero vivente 2 (Pet Sematary 2), regia di Mary Lambert (1992)
- Il tagliaerbe (The Lawnmower Man), regia di Brett Leonard (1992)
- Senza tregua (Hard Target), regia di John Woo (1993)
- True Lies, regia di James Cameron (1994)
- La chiave magica (The indian in the Cupboard), regia di Frank Oz (1995)
- T2 3-D: Battle Across Time, regia di James Cameron, John Bruno e Stan Winston (1996) - Cortometraggio
- Titanic, regia di James Cameron (1997)
- Charlie's Angels, regia di McG (2000)
- Amore a prima svista (Shallow Hal), regia di Peter Farrelly e Bobby Farrelly (2001)
- Un amore sotto l'albero (Noel), regia di Chazz Palminteri (2004)
- Quel mostro di suocera (Monster-in-Law), regia di Robert Luketic (2005)
- Awake - Anestesia cosciente (Awake), regia di Joby Harold (2007)
- 21, regia di Robert Luketic (2008)
- La dura verità (The Ugly Truth), regia di Robert Luketic (2009)
- Una spia non basta (This Means War), regia di McG (2012)
- Jobs, regia di Joshua Michael Stern (2013)
- Ant-Man, regia di Peyton Reed (2015)
- xXx - Il ritorno di Xander Cage (xXx: Return of Xander Cage), regia di D. J. Caruso (2017)
- Noelle, regia di Marc Lawrence (2019)
- Avatar - La via dell'acqua (Avatar: The Way of Water), regia di James Cameron (2022)

## Premi Oscar migliore fotografia

### Vittorie
- Titanic (1998)